# Rosette Rochon
Rosette Marie-Louise Rochon, född 1767, död 5 mars 1863 i New Orleans, var en amerikansk entreprenör i Louisiana. Hon spelar en betydande roll inom Louisianas affärshistoria och var en känd figur inom kretsen av Gens de couleur libres i New Orleans. Hon tillhör de mer berömda av de så kallade placées jämsides med Eulalie de Mandéville och Marie Thérèse Metoyer.  Hon tjänade en förmögenhet genom investeringar i livsmedelsaffärer, boskap, finansiella lån, slavhandel och fastighetsaffärer. 
Hon var född i Mobile som dotter till Pierre Rochon och hans slavkonkubin Marianne. Under denna tid var det vanligt att vita fransmän frigav de barn de fick med sina slavkonkubiner och arrangerade för sina döttrar att bli "placée", det vill säga ingå en form av äktenskap kallat plaçage med en vit man då de blev könsmogna, och Rosette Rochon inledde ett plaçage med en Monsieur Hardy och bosatte sig med honom i Saint Domingue. Hon flydde tillbaka till Louisiana undan den haitiska revolutionen senast år 1797, och blev sedan placée åt först Joseph Forstal och sedan Charles Populus i New Orleans. 
Rochon blev en betydande person i New Orleans affärsliv. Hon investerade i fastigheter, öppnade matbutiker, lånade ut pengar, köpte och sålde skuldsedlar och köpte och sålde slavar. Hon besökte ibland Haiti, där hennes son med Hardy blivit politiker, och umgicks i New Orleans med Marie Laveau, Jean Lafitte, Jean-Louis Doliolle och Joseph Doliolle. Hon blev 1806 en av de tidigaste investerarna i Faubourg Marigny, ett område i New Orleans som kom att bli bebyggt till stora delar av och för stadens fria färgade. Hon blev illitterat hela sitt liv. Hon lämnade en förmögenhet på $100,000. 